# أدونا (غيبوثكوا)
بلدية أدونا (بالإسبانية: Aduna) هي بلدية تقع في مقاطعة غيبوثكوا التابعة لمنطقة إقليم الباسك شمال إسبانيا.

## الديموغرافيا
يبلغ عدد سكان بلدية أدونا 452 نسمة عام 2011 (وفقاً للمعهد الوطني للإحصاء الإسباني).
| 311 | 310 | 332 | 352 | 370 | 401 | 452 |